# Paradrina nigrolimbata
Paradrina nigrolimbata là một loài bướm đêm trong họ Noctuidae.